# 피터 샘슨
피터 샘슨(Peter Samson, 본명: 피터 R. 샘슨, Peter R. Samson, 1941년 매사추세츠주 피치버그 출생)은 미국의 컴퓨터 과학자로, TX-0 및 PDP-1용 선구적인 컴퓨터 소프트웨어를 만든 것으로 가장 잘 알려져 있다.
샘슨은 1958년부터 1963년까지 MIT(매사추세츠 공과대학교)에서 공부했다. 특유의 재치로 전문 용어 파일의 전신인 TMRC(Tech Model Railroad Club) 사전의 초판을 썼다. 스티븐 레비의 해커: 컴퓨터 혁명의 영웅들(Hackers: Heroes of the Computer Revolution)에 등장한다.